# 2,3-Dihidrofurán
A 2,3-dihidrofurán heterociklusos vegyület. Az egyik legegyszerűbb enoléter, a 2,5-dihidrofurán helyzeti izomerje. Színtelen, illékony folyadék.
Butillítiummal kezelve litiálható.

## Fordítás
Ez a szócikk részben vagy egészben  a(z)   2,3-Dihydrofuran című angol Wikipédia-szócikk ezen változatának fordításán alapul.  Az eredeti cikk szerkesztőit annak laptörténete sorolja fel. Ez a jelzés csupán a megfogalmazás eredetét és a szerzői jogokat jelzi, nem szolgál a cikkben szereplő információk forrásmegjelöléseként.